# Rainer Zobel
Rainer Zobel (Wrestedt, 3. studenog 1948.), njemački je nogometni trener i bivši nogometaš.
Najuspješniji je u igračkoj karijeri bio igrajući za Bayern München tijekom 1970-ih. Prije Bayerna, igrao je još za Hannover 96. Kratko je nastupio i za B reprezentaciju Zapadne Njemačke, 1974. godine.
Svoju trenersku karijeru, Zobel je započeo 1987. godine u Eintracht Braunschweigu. 2005. godine, Zobel je postao trener Persepolis Teherana iz IPL-a. Od 2009. trener je južnoafričkog kluba Moroka Swallows.

## Nagrade i uspjesi
- Kup prvaka: 1974., 1975., 1976.
- Interkontinentalni kup: 1976.
- Bundesliga: 1971./72., 1972./73., 1973./74.
- DFB-Pokal: 1971.